# Scarturus
Scarturus ist eine Gattung von Nagetieren in der Familie der Springmäuse (Dipodidae) mit noch nicht eindeutig bestimmter Anzahl von zugehörigen Arten. Einige länger bekannte Arten zählten zuvor zur Gattung Pferdespringer (Allactaga).
Die Gattungsvertreter können vier oder fünf Zehen an den Hinterfüßen besitzen und sind im nordöstlichen Afrika sowie Asien verbreitet. Sie wurden bisher fast ausschließlich anhand von morphologischen Unterschieden bestimmt. Molekulargenetische Studien gibt es nur von wenigen Arten.

## Arten
Eine taxonomische Revision durch Michaux und Shenbrot von 2017 unterscheidet sieben Arten und ein 2008 beschriebenes Taxon scheint eine weitere Art zu sein. Die IUCN listet davon fünf Arten.
- Der Syrien-Pferdespringer (Scarturus aulacotis) lebt in Syrien, Jordanien und erreicht Saudi-Arabien.
- Der Kleine Pferdespringer (Scarturus elater) ist in Vorder- und Zentralasien verbreitet.
- Die Euphrat-Springmaus (Scarturus euphratica) kommt in Vorderasien vor.
- Der Hotson-Pferdespringer (Scarturus hotsoni) ist aus Iran bekannt.[4]
- Die Vierzehen-Springmaus (Scarturus tetradactyla) lebt im nordöstlichen Afrika.
- Scarturus toussi wurde 2008 beschrieben und hat zwei Populationen im Iran und möglicherweise im angrenzenden Turkmenistan.
- Die Vinogradov-Pferdespringmaus (Scarturus vinogradovi) ist ein Bewohner Zentralasiens.
- Der Türkei-Pferdespringer (Scarturus williamsi) kommt in der östlichen Türkei und in umliegenden Staaten vor.

Eine Studie von 2018 legt nahe, dass es sich bei der südwestlichen Population des Kleinen Pferdespringers um eine bisher unbeschriebene Art handelt. Im Gegensatz zu früheren Annahmen, sind die anderen Populationen dieser Art nicht näher mit der Vinogradov-Pferdespringmaus als mit anderen Arten (Euphrat-Springmaus, Türkei-Pferdespringer) verwandt.